# Provirus
Un provirus (ou encore prophage dans le cas des bactéries) est une séquence virale incorporée dans le génome de la cellule hôte après virolage de celle-ci.

## Conditions
Afin de réaliser ce virolage et plus particulièrement l'intégration au génome hôte, il faut que la cellule soit à la fois :
- vivante ;
- sensible (c'est-à-dire qu'à sa surface il y ait des protéines et en particulier des récepteurs membranaires) ;
- permissive (que son métabolisme permette l'ensemble du cycle de reproduction virale à savoir : l'entrée, la réplication et la sortie des nouveaux virions).

## Mécanismes
Il faut que le génome viral soit sous forme d'ADN afin d'être incorporé dans le génome de la cellule hôte. Les virus à ADN peuvent ainsi être incorporés plus ou moins directement.
Au moment de l'entrée du génome dans le cytoplasme, une partie du génome est parfois immédiatement transcrite (exemple : cas des bactériophages) afin de préparer la cellule aux autres étapes du virolage. La cellule va alors synthétiser des protéines virales qui permettront soit le début de la réplication virale, soit l'intégration au génome hôte grâce à une intégrase.
Pour les virus à ARN, leur génome doit d'abord être rétrotranscrit en ADN. Seuls les rétrovirus  et les pararétrovirus peuvent rétrotranscrire leur génome grâce à une enzyme appelée la rétrotranscriptase (aussi appelée ADN polymérase ARN dépendante). L'ADN nouvellement retranscrit intègre ensuite  le génome hôte (ex. : VIH).

## Effets
Le virus ayant intégré le génome hôte peut entrer en « phase dormante », entamer un cycle lysogénique, ou commencer le cycle lytique et détourner le métabolisme hôte pour produire activement de nouvelles particules virales.
Chez les eucaryotes supérieurs et en particulier dans les cellules ultradifférenciées devenues incapables de faire la mitose (exemple : neurone), la phase dormante consiste simplement à intégrer le génome hôte avant qu'un stress ne déclenche la transcription du génome viral et le début du cyle lytique (ex. : zona).
Dans les cellules eucaryotes effectuant des mitoses et chez les bactéries, c'est la lysogénie qui tient lieu de « phase dormante » — on parle aussi de transmission virale verticale, à opposer à la transfection dite transmission virale horizontale.
Parmi les conséquences inhérentes à l'intégration des provirus, certains transmettent à l'hôte des facteurs de virulences (ex. : Escherichia coli O104:H4) ou encore (chez les eucaryotes supérieurs) des facteurs oncogènes (ex. : HPV provoque beaucoup des cancers des parties génitales diagnostiqués, d'où la création d'un vaccin).

## Endogénisation
Certains provirus peuvent être altérés au cours du temps, devenant incapables d'entrer en cycle lytique par suite de mutations ou d'inactivation par la cellule hôte. Il existe ainsi des sortes de « fossiles » dans la séquence génétique de certains organismes, qui peuvent parfois rester silencieuses ou au contraire être partie intégrante et fonctionnelle du génome de la descendance (ex. : chez les thériens, les syncytines permettent l'implentation du placenta bien qu'à l'origine c'étaient des protéines virales).